# Заград (Никшић)
Заград је насеље у општини Никшић у Црној Гори. Према попису из 2003. било је 428 становника (према попису из 1991. било је 508 становника).

## Демографија
У насељу Заград живи 334 пунолетна становника, а просечна старост становништва износи 37,0 година (34,1 код мушкараца и 40,1 код жена). У насељу има 112 домаћинстава, а просечан број чланова по домаћинству је 3,82.
Ово насеље је углавном насељено Црногорцима (према попису из 2003. године), а у последња три пописа, примећен је пад у броју становника.
|  |

| Демографија | Демографија | Демографија |
| Година      | Становника  | Становника  |
| ----------- | ----------- | ----------- |
|             |             |             |
|             |             |             |
|             |             |             |
|             |             |             |
| 1948.       | 436         |             |
| 1953.       | 546         |             |
| 1961.       | 594         |             |
| 1971.       | 590         |             |
| 1981.       | 550         |             |
| 1991.       | 508         | 508         |
| 2003.       | 434         | 428         |
|             |             |             |

| Етнички састав према попису из 2003.‍ | Етнички састав према попису из 2003.‍ | Етнички састав према попису из 2003.‍ | Етнички састав према попису из 2003.‍ | Етнички састав према попису из 2003.‍ |
| ------------------------------------ | ------------------------------------ | ------------------------------------ | ------------------------------------ | ------------------------------------ |
|                                      |                                      |                                      |                                      |                                      |
| Црногорци                            | Црногорци                            |                                      | 279                                  | 65,18%                               |
| Срби                                 | Срби                                 |                                      | 141                                  | 32,94%                               |
| непознато                            | непознато                            |                                      | 0                                    | 0,0%                                 |

| Година пописа     | 1948. | 1953. | 1961. | 1971. | 1981. | 1991. | 2003. |
| ----------------- | ----- | ----- | ----- | ----- | ----- | ----- | ----- |
| Број домаћинстава | 87    | 103   | 113   | 105   | 111   | 123   | 112   |

| Број чланова      | 1   | 2  | 3  | 4  | 5  | 6  | 7 | 8  | 9 | 10 и више | Просек |
| ----------------- | --- | -- | -- | -- | -- | -- | - | -- | - | --------- | ------ |
| Број домаћинстава | 112 | 18 | 18 | 15 | 24 | 14 | 8 | 10 | 3 | 0         | 2      |

| Пол    | Укупно | Неожењен/Неудата | Ожењен/Удата | Удовац/Удовица | Разведен/Разведена | Непознато |
| ------ | ------ | ---------------- | ------------ | -------------- | ------------------ | --------- |
| Мушки  | 170    | 75               | 87           | 2              | 1                  | 5         |
| Женски | 182    | 56               | 85           | 32             | 1                  | 8         |
| УКУПНО | 352    | 131              | 172          | 34             | 2                  | 13        |

| Пол    | Укупно                    | Пољопривреда, лов и шумарство | Рибарство                            | Вађење руде и камена | Прерађивачка индустрија       |
| ------ | ------------------------- | ----------------------------- | ------------------------------------ | -------------------- | ----------------------------- |
| Мушки  | 90                        | 1                             | 0                                    | 64                   | 8                             |
| Женски | 23                        | 2                             | 0                                    | 10                   | 2                             |
| УКУПНО | 113                       | 3                             | 0                                    | 74                   | 10                            |
| Пол    | Производња и снабдевање   | Грађевинарство                | Трговина                             | Хотели и ресторани   | Саобраћај, складиштење и везе |
| Мушки  | 0                         | 1                             | 2                                    | 5                    | 1                             |
| Женски | 0                         | 0                             | 2                                    | 4                    | 0                             |
| УКУПНО | 0                         | 1                             | 4                                    | 9                    | 1                             |
| Пол    | Финансијско посредовање   | Некретнине                    | Државна управа и одбрана             | Образовање           | Здравствени и социјални рад   |
| Мушки  | 0                         | 0                             | 3                                    | 1                    | 0                             |
| Женски | 0                         | 0                             | 0                                    | 1                    | 1                             |
| УКУПНО | 0                         | 0                             | 3                                    | 2                    | 1                             |
| Пол    | Остале услужне активности | Приватна домаћинства          | Екстериторијалне организације и тела | Непознато            | Непознато                     |
| Мушки  | 0                         | 0                             | 0                                    | 4                    | 4                             |
| Женски | 0                         | 0                             | 0                                    | 1                    | 1                             |
| УКУПНО | 0                         | 0                             | 0                                    | 5                    | 5                             |